# 243

## Decese
- dată necunoscută: Timesitheus  (n. 190)